# 神戸市立押部谷小学校
神戸市立押部谷小学校（こうべしりつ おしべだにしょうがっこう）は、兵庫県神戸市西区押部谷町福住にある公立小学校。

## 沿革

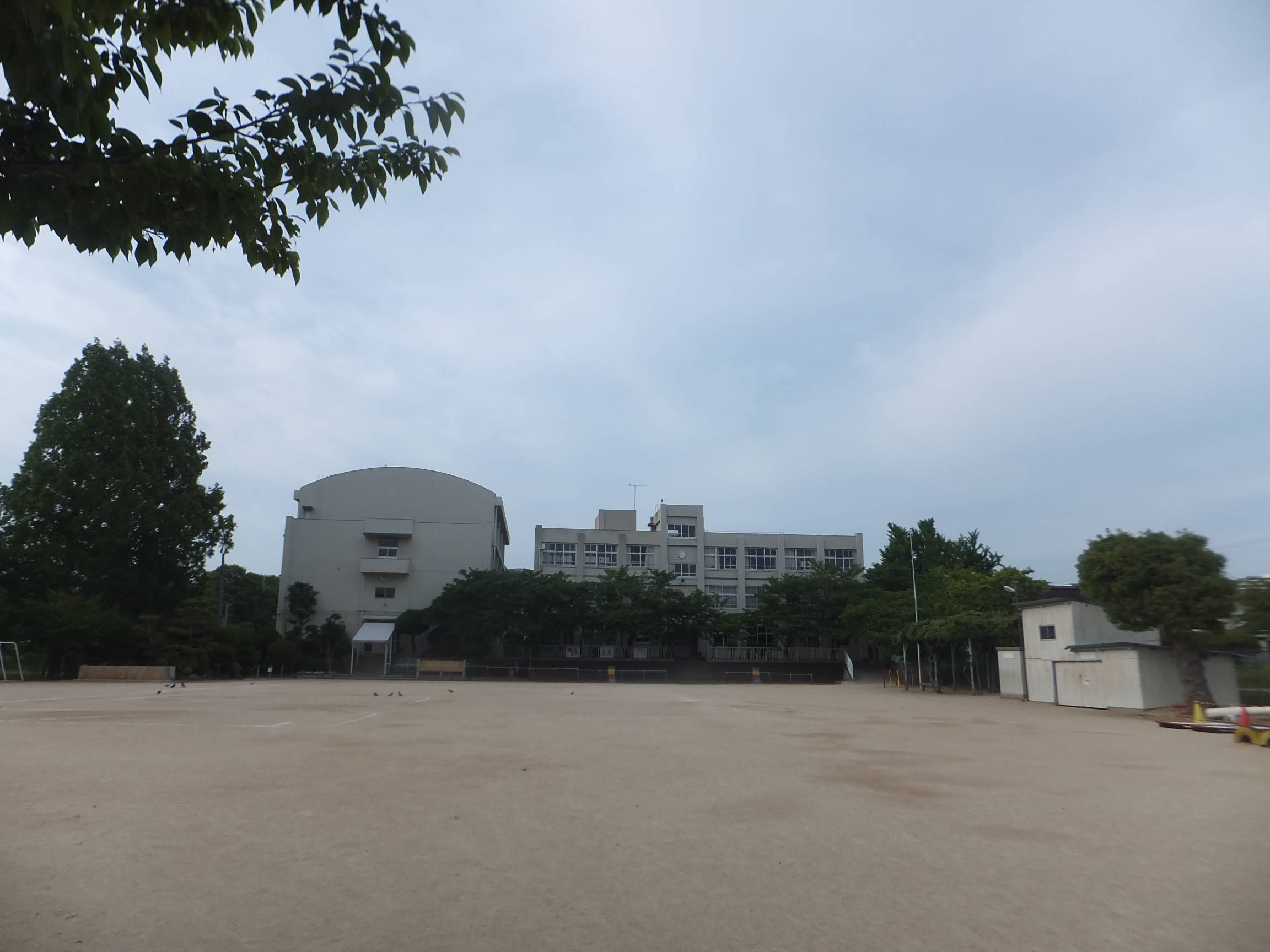
運動場

- 1873年4月1日 - 西村日吉神社内に時習小学校・押部村天一神社内に弘道小学校が開校[1]。
- 1876年4月1日 - 時習小学校・弘道小学校を統合し、福住村立福住小学校と改称。
- 1887年4月1日 - 福住簡易小学校と改称。
- 1891年4月1日 - 福住尋常小学校と改称。
- 1941年4月1日 - 福住国民学校と改称。
- 1947年4月1日 - 神戸市立押部谷国民学校と改称。
- 1947年4月1日 - 神戸市立押部谷小学校と改称。
- 1978年4月1日 - 神戸市立北山小学校・神戸市立桜が丘小学校を分離し、校区変更。
- 1995年1月17日 - 阪神・淡路大震災により、46名の児童を受け入れる。
- 1995年9月1日 - 阪神・淡路大震災により開校が延びた神戸市立月が丘小学校を分離し、校区変更。

## 校区
神戸市西区に属する。
- 押部谷町栄、押部谷町福住（県住を除く）、押部谷町細田（東部）・押部谷町押部・押部谷町西盛[2]、押部谷町近江
- 美穂が丘1 - 4丁目・5丁目（1 - 5番・12番の一部）

## 校区内の主な施設
- 天一神社
- 日吉神社
- 神戸市立押部谷中学校（進学先中学校）

## 交通
- 神戸電鉄粟生線 押部谷駅より

## 通学区域が隣接している学校
- 神戸市立月が丘小学校
- 神戸市立北山小学校
- 神戸市立神出小学校
- 神戸市立高和小学校
- 神戸市立櫨谷小学校
- 神戸市立桜が丘小学校
- 神戸市立木津小学校
- 神戸市立山田小学校
- 三木市立志染小学校
- 三木市立緑が丘東小学校
- 三木市立緑が丘小学校